# روغن نارگیل
روغن نارگیل، نوعی چربی اشباع شده‌است که از میوه درخت نارگیل به دست می‌آید از این روغن در تهیهٔ مواد آرایشی بهداشتی و همچنین در غذاها استفاده می‌شود. این روغن سرشار از نوعی اسید چرب با زنجیره متوسط، اسید لوریک، می‌باشد. روغن نارگیل‌های غیر هیدروژنه معمولاً بین دمای ۲۲ تا۲۴ درجه سانتی گراد ذوب می‌شوند. روغن نارگیل بین دیگر انواع روغن از همه پایدارتر است و بین روغن‌های مخصوص سرخ کردن، حرارت لازم برای سوختن روغن نارگیل از همه روغن‌ها بالاتر است؛ بنابراین، حتی در دماهای بالا هم این روغن نمی‌سوزد و دود از آن بلند نمی‌شود.

## آثار روغن نارگیل بر سلامتی
به دلیل سطح بالای چربی اشباع شده، سازمان بهداشت جهانی، وزارت بهداشت و خدمات انسانی ایالات متحده، سازمان غذا و داروی ایالات متحده، انجمن قلب آمریکا، انجمن رژیم‌های غذایی آمریکا، سرویس بهداشت ملی انگلیس، بنیاد تغذیه انگلیس و رژیم‌های غذایی کانادا توصیه می‌کند که مصرف روغن نارگیل باید محدود یا اجتناب شود.
بازاریابی روغن نارگیل این باور نادرست را ایجاد کرده‌است که یک «غذای سالم» است. درعوض، مطالعات نشان داده‌اند که مصرف روغن نارگیل دارای اثرات سلامتی مانند سایر چربی‌های ناسالم، از جمله کره، چربی گوشت گاو و روغن نخل است. روغن نارگیل حاوی مقدار زیادی اسید لوریک است، چربی اشباع شده و باعث افزایش کل کلسترول خون با افزایش میزان کلسترول لیپوپروتئین با چگالی بالا (HDL) و کلسترول لیپوپروتئین با چگالی کم (LDL) می‌شود. اگرچه مصرف اسید لوریک ممکن است باعث ایجاد مطلوب تر کلسترول خون شود، اما این احتمال وجود ندارد که مصرف مداوم روغن نارگیل در واقع می‌تواند خطر ابتلا به بیماری‌های قلبی عروقی را از طریق مکانیسم‌های دیگر افزایش دهد، به ویژه از طریق افزایش قابل توجه کلسترول خون کل. ناشی از اسید لوریک است. از آنجا که اکثر چربی‌های اشباع شده در روغن نارگیل اسید لوریک است، ممکن است روغن نارگیل در هنگام استفاده از چربی‌های جامد در رژیم غذایی از روغن گیاهی تا حدی هیدروژنه ترجیح داده شود. با این حال، وزن شواهد تا به امروز نشان می‌دهد که مصرف چربی‌های اشباع نشده به جای روغن نارگیل خطر ابتلا به بیماری‌های قلبی عروقی را کاهش می‌دهد. با توجه به محتوای بالای چربی اشباع شده با بار کالری بالا، استفاده منظم از روغن نارگیل در تهیه مواد غذایی باعث افزایش وزن می‌شود.
یک بررسی در سال ۲۰۱۶ که در مجله پزشکی غنا منتشر شد نشان داد که ۵۰ درصد چربی‌های موجود در روغن نارگیل تری گلیسیریدهای با زنجیره متوسط (MCT) مانند اسید لوریک هستند. این اسیدها به راحتی توسط روده جذب می‌شوند و می‌توانند توسط بدن برای تولید انرژی استفاده شوند. تحقیقی بر روی ۱۱۶ بیمار مبتلا به بیماری عروق کرونر انجام شد که نشان داد یک رژیم غذایی غنی از روغن نارگیل بکر منجر به افزایش سطح کلسترول خوب (HDL) و کاهش سطح کلسترول بد (LDL) می‌شود.

### تحقیقات بالینی
یک بررسی سیستماتیک و متاآنالیز آزمایش‌ها بالینی در سال ۲۰۲۰ در مورد اینکه آیا مصرف مزمن روغن نارگیل ممکن است بر عوامل خطر بیماریهای قلبی عروقی تأثیر بگذارد، نشان داد که کلسترول با لیپوپروتئین با چگالی کم (LDL) (بلکه لیپوپروتئین با چگالی بالا (HDL) ("کلسترول خوب"))) غلظت در مقایسه با روغن‌های گیاهی غیر گرمسیری افزایش یافته‌است. در این بررسی گفته شد: "نباید از روغن نارگیل به عنوان روغن سالم برای کاهش خطر بیماری‌های قلبی عروقی استفاده کرد و محدود کردن مصرف روغن نارگیل به دلیل محتوای بالای چربی اشباع شده آن موجه است."

## فرآیند مرطوب
همهٔ فرآیند‌های مرطوب از نارگیل کال نسبتاً خشک استفاده می‌شود. پرتئین در نارگیل یک عصاره از روغن و آب می‌سازد. بیشترین مرحلهٔ گیج‌کننده در شکستگی عصاره به بیهوده یافتن روغن است. این به عنوان تأخیر دهنده در فساد استفاده می‌شده‌است اما باعث ایجاد تغییر رنگ در روغن می‌شود و این اقتصادی نیست. در تکنیک‌های مدرن از سانتریفیوژ استفاده می‌کنند
فرآیند خشک با دوام تر از فرآیند مرطوب است که در قیمت بازار ۱۰–۱۵٪ پایین‌تر می‌آید، حتی با اینکه با تلفات و فساد در فرآیند خشک مقایسه شده‌است، بعلاوه فرآیند مرطوب نیازمند سرمایه‌گذاری در تجهیزات و انرژی است که موجب عملکرد بالا می‌شود. محصولات شایسته نارگیل یک تفاوت پر معنی در سودمندی فرآیند ساخت روغن می‌سازد.
مغر نارگیل درست شده از مغز خام بسیار سخت است و کار با آن باعث محصول نامرغوب و قیمت پایین حاصل می‌کند.
در روغن نارگیل از هگزان به عنوان حلال برای استخراج ۱۰٪ بیشتر روغن استفاده می‌شود. سپس روغن برای جا بجا کردن اسید چرب آزاد تصفیه می‌شود
استفاده از فرآیند‌های دیگر باعث افزایش عمر می‌شود.
مغز نارگیل با ظرفیت زیر ۶٪رطووبت و نگهداری ظرفیت رطوبت روغن زیر ۲/. درصد، حرارت دادن روغن تا ۱۳۰–۱۵۰ درجه سانتی گراد (۲۶۶–۳۰۲ فارنهایت) و اضافه کردن نمک و سیتریک اسید به آن استفاده می‌شود.
روغن نارگیل دست نخورده (vco) گوشت تازه نارگیل بدست می‌آید.
تولید آ از گوشت تازه نارگیل از بین بردن لایه‌ها و شستشو را راحت‌تر می‌کند و سپس در هر آسیاب مرطوب یا خشک استفاده می‌توان کرد همچنین می‌توان از گوشت تازه و خورد شده و خشک شده به ظرفیت رطوبت ۱۰–۱۲٪استخراج کرد.
استخراج آن شیر نارگیل لکه‌های ریز نارگیل و مخلوط آن با آب را دربردارد. شیر می‌تواند در طول ۳۶–۴۸ ساعت مخمر شود.
مورد دیگر این است که برای استفادهٔ روغن از محصول شیر نارگیل از یک سانتریفیوژ می‌کنند. RBD برای تصفیه کردن، سفید کردن و گند زدایی استفاده می‌شود. روغن RBDاز مغز هسته نارگیل ساخته می‌شود.
برخلاف روغن نارگیل دست نخورده، روغن نارگیل تصفیه شده هیچ گونه عطر و طعمی ندارد.
روغن RBDبرای پختن غذا، تبلیغات غذایی، تزئین، صنعت و دارویی مصرف می‌شود.

## هیدروژناسیون
روغن نارگیل RBD می‌تواند تا یک اندازه محیط آن را پر از هیدروژن کند، روغن را تا حد ذوب شدن افزایش می‌دهد و به محض اینکه روغن دست نخورده و RBD ذوب شوند در ۲۴ درجه از غذا و محتویات نارگیل ار به گداختن در هوای گرم مواظبت می‌کند.
در فرآیند هیدروژناسیون، چربی غیر اشباع با هم ملحق می‌شوند با هیدروژن در روش تحریک‌کننده باعث می‌شود آن‌ها را بیشتر اشباع بسازد. در روش هیدروژناسیون برخی از آن‌ها تغیر شکل به اسید ترانس را می‌دهند.
سازمان کشاورزی ایالت متحده شکل محصولات برای روغن نارگیل را در جدول زیر منتشر کرده‌است.
محصولات روغن نارگیل درجهان (میلیون تن):
سال :۲۰۰۵–۰۶ ۲۰۰۶–۰۷ ۲۰۰۷–۰۸ ۲۰۰۸–۰۹ ۲۰۰۹–۱۰ ۲۰۱۰–۱۱
تولیدات: ۵٫۹۱ ۵٫۴۲ ۵٫۷۹ ۵٫۶۲ ۶٫۶۰ ۶٫۲۴
روغن نارگیل ۵/۲ درصد از روغن گیاهی جهان را می‌سازد.
سازمان سلامتی غذا و محصولات غذایی و غذاهای امن به وسیله سازمان غذا و کشاورزی که شامل استاندارد برای گروه تبلیغاتی که در روغن نارگیل برای انسان باعث بیماری می‌شود توصیه‌هایی منتشر کرده‌است.
جدول زیر اطلاعاتی دربارهٔ سازمان روغن نارگیل و چطور آن با روغن‌های گیاهی دیگر مقایسه می‌کند، آمده‌است.
روغن گیاهی:
نوع :اسید چرب اشباع _ مونو اسید چرب غیر اشباع _ اسید چرب غیر اشباع چند زنجیره ای (کل زنجیره، اسید لینولنیک (ω-۳), اسید لینولنیک(ω-۶)) _اسید اولئیک (ω-۹) _ نقطه دود
هیدروژنه نشده
کانولا: ۷٫۳۶۵_ ۶۳٫۲۷۶ _۲۸٫۱۴۲ ۹–۱۱ _۱۹–۲۱ - (۴۰۰ °F (204 °C)
نارگیل :۹۱٫۰۰_ ۶٫۰۰۰ _۳٫۰۰۰–۲ _۶ _(۳۵۰ °F (177 °C)
ذرت: ۱۲٫۹۴۸_ ۲۷٫۵۷۶ _۵۴٫۶۷۷ _۱_ ۵۸_ ۲۸_(۴۵۰ °F (232 °C)
پنبه دانه :۲۵٫۹۰۰_ ۱۷٫۸۰۰_ ۵۱٫۹۰۰ _۱_ ۵۴–۱۹_ ۴۲_(۰ °F (216 °C)
بذرک :۶–۹_ ۱۰–۲۲ _۶۸–۸۹ _۵۶–۷۱ _۱۲–۱۸ _۱۰–۲۲_(۲۲۵ °F (107 °C)
زیتون :۱۴٫۰۰ _۷۲٫۰۰_ ۱۴٫۰۰_ <۱٫۵ _۹–۲۰ - (۳۸۰ °F (193 °C)
پالم :۴۹٫۳۰۰ _۳۷٫۰۰۰_ ۹٫۳۰۰–۱۰ _۴۰ _(۴۵۵ °F (235 °C)
بادام زمینی :۱۶٫۹۰۰ _۴۶٫۲۰۰_ ۳۲٫۰۰۰–۳۲ _۴۸ _(۴۳۷ °F (225 °C
گل رنگ :۸٫۰۰_ ۱۵٫۰۰_ ۷۵٫۰۰ - - - (۴۱۰ °F (210 °C)]
روغن نارگیل:
نوع :اسیدهای چرب اشباع _ مونو اسیدهای چرب_ غیر اشباع _زنجیره اسیدهای چرب غیر اشباع (زنجیره کل، اسید لینولوئیک(۳-ω)، اسید لینولوئیک (۶-ω))_اسید اولئیک(۹-ω)_ نقطه دود
هیدروژنه نشده:
گلرنگ:(اولئیک بالا) ۷٫۵۴۱ _۷۵٫۲۲۱ _۱۲٫۸۲۰ - - - (۴۱۰ °F (210 °C)
سویا :۱۵٫۶۵۰ _۲۲٫۷۸۳_ ۵۷٫۷۴۰_ ۷_ ۵۰_ (۲۴ ۴۶۰ °F (238 °C)
گلرنگ:(لینولئیک کمتر از ۶۰٪)۱۰٫۱۰۰_ ۴۵٫۴۰۰ _۴۰٫۱۰۰ _۰٫۲۰۰ _۳۹٫۸۰۰_ ۴۵٫۳۰۰ _(۴۴۰ °F (227 °C)
گلرنگ:(بزرگتر از ۷۰٪اولئیک) ۹٫۸۵۹_ ۸۳٫۶۸۹_ ۳٫۷۹۸ - - - (۴۴۰ °F (227 °C)
هیدروژنه شده:
پنبه دانه هیدروژنه :۹۳٫۶۰۰ _۱٫۵۲۹_ .۵۸۷ _ .۲۸۷
پالم هیدروژنه شده :۴۷٫۵۰۰_ ۴۰٫۶۰۰_ ۷٫۵۰۰
سویا هیدروژنه شده :۲۱٫۱۰۰ _۷۳٫۷۰۰_ .۴۰۰ _۰۹۶
ارزش درصد به وسیله وزن کل چربی'

## عوارض احتمالی
امکان اینکه برخی از افراد به روغن نارگیل حساسیت داشته باشند وجود دارد. بروز علائم آن می‌تواند به صورت حالت تهوع، بثورات اگزما، کهیر، استفراغ و آنافیلاکسی (یکی از کشنده‌ترین علائم آلرژیک که موجب سخت نفس کشیدن می‌شود) باشد.
در موارد نادر حتی ممکن است این علائم جدی تر باشد مثلاً ممکن است ضربان قلب تندتر یا دچار تورم صورت و سرگیجه شود. افرادی که به بادام زمینی حساسیت دارند یا امثال این‌ها، بهتر است قبل از مصرف روغن نارگیل با پزشک مشورت کنند. بعد از مصرف روغن نارگیل در صورت بروز هرکدام از این علائم فوراً به پزشک مراجعه فرمایید.

## در غذا
روغن نارگیل به‌طور عادی در آشپزی، مخصوصاً برای سرخ کردن و به‌طور معمول به عنوان طعم دهنده در غذا استفاده می‌شود. از این روغن برای آشپزی هزاران سال است که استفاده می‌شود. در سال‌های اخیر این روغن به‌طور زیادی در سلامت و دایره غذایی طبیعی و گیاهخواران محبوب شده‌است.
این روغن در تبلیغات به عنوان پاپ کورن، یک اسید چرب اشباع اضافه شده نقش دارد
روغن نارگیل از یک پرتئین بزرگ به نام اسید لورئیک که مونو لورئیک در بدن را مقلوب می‌کند تشکیل شده‌است.
در غیر این صورت یک چربی تنها در داخل شیر پیدا می‌شود. توسط برخی از پرتئین‌های فرآیند روغن لورئیک اسید تخریب می‌شود.
<روغن نارگیل> خانگی از گوشت نارگیل تاره و مرطوب استخراج می‌شود. روغن نارگیل می‌تواند به عنوان مرطوب‌کننده پوست، کمک به پوست خشک و کمک به پرتئین از دست رفته در موها باشد.
همچنین این روغن یک جز مهم و اساسی در ساختمان صابون است. روغن نارگیل باعث نگهداری سفتی در صابون می‌شود.

### در آرایشی بهداشتی
روغن نارگیل یکی از معروف‌ترین روغن‌های مورد استفاده توسط مردم جهت زیبایی و محافظت از پوست می‌باشد! روغن نارگیل به دلیل داشتن خواص آنتی‌اکسیدان فراوان و ویتامین ای باعث کاهش چین و چروک‌های پوستی و جوان تر شدن پوست می‌گردد و همین‌طور به علت داشتن مقادیر بالای پروئین برای پوست مفید است. طبق تحقیقات انجام شده بر روی روغن نارگیل محققان دست یافتند که این روغن با داشتن SPF 8 می‌تواند به عنوان یک ضدآفتاب طبیعی عمل کرده و احتمال آفتاب سوختگی را تا حد زیادی کاهش دهد و همین‌طور در صورت ایجاد سوختگی و کدر شدن پوست آن را در دراز مدت بهبود می‌دهد.

صابون تولید شده با روغن نارگیل نیز خواص ذکر شده را به پوست و موی شما هدیه می‌دهند و باعث نرم شدن و براقی مو و همچنین شادابی و طراوت پوست می‌گردند.